# Orville Nix
Orville Nix, né le 16 avril 1911 et mort le 17 janvier 1972 à Dallas au Texas, est un témoin de l'assassinat du président Kennedy, en 1963. Le film amateur qu'il a tourné sur Dealey Plaza est considéré comme le deuxième en importance sur cet événement, juste après le film Zapruder.

## Le film Nix
Technicien en air conditionné, Nix travaillait pour l'administration du Texas. Le 22 novembre 1963, pour assister à la visite de John Fitzgerald Kennedy, il quitte son bureau au Terminal Annex Building, au sud de Dealey Plaza, pour se poster au croisement de Main Street et de Houston Street, du côté nord-ouest. Il est muni d'une caméra Keystone Auto-Zoom de 8 mm (modèle K-810).
Le film Nix comprend trois parties. La première montre la limousine présidentielle tourner à droite, de Main Street sur Houston Street : Kennedy y apparaît souriant. Nix a ensuite cessé de filmer pour se déplacer vers l'ouest, le long de Main Street, au centre de Dealey Plaza et à l'opposé d'Abraham Zapruder. La deuxième partie du film Nix est dramatique : Jacqueline Kennedy est penchée sur son époux prostré, celui-ci est atteint à la tête (image 22) qui est repoussée en arrière ; un agent du Secret Service debout sur la voiture suiveuse (il s'agit de Clint Hill) s'accroche à la poignée arrière de la limousine et réussit à monter sur le capot. Cette partie cruciale du film dure un peu plus de six secondes. Après une nouvelle interruption, la troisième partie montre la foule accourir d'Elm Street en direction du tertre herbeux (grassy knoll).
Le film Nix est muet, comme le film Zapruder et tous les autres films tournés sur Dealey Plaza pendant ou juste après l'assassinat.

## Destin du film
Le 1er décembre 1963, Orville Nix a cédé son film au FBI de Dallas, qui le lui a rendu quelques jours après. Dans un entretien télévisé avec l'avocat Mark Lane, chercheur opposé aux conclusions de la Commission Warren, Nix affirme qu'il a l'impression que des images de son film restitué manquaient. Il dit aussi que les tirs ne lui semblaient pas provenir du Texas School Book Depository, mais de la barrière (fence) située entre ce bâtiment et les voies ferrées, ajoutant que c'était aussi l'avis de son ami du Secret Service, Forrest Sorrels. Nix n'a pas été invité à témoigner devant la Commission Warren.
UPI a acquis fin 1963 les droits sur le film Nix pour 5 000 dollars. La petite-fille de Nix, Gayle Nix Jackson, a intenté une poursuite en justice contre le gouvernement fédéral américain, pour récupérer l'original du film, disparu depuis son utilisation par le HSCA en 1978. Elle a été déboutée en 2017.